# Longilaimus
Longilaimus är ett släkte av rundmaskar. Longilaimus ingår i familjen Monhysteridae.
Kladogram enligt Catalogue of Life:
| Longilaimus | \| \| Longilaimus brachyuris \| \| \| \| \| \| Longilaimus filicaudatus \| \| \| \| |
|             | \| \| Longilaimus brachyuris \| \| \| \| \| \| Longilaimus filicaudatus \| \| \| \| |
|             | Longilaimus brachyuris                                                              |
|             |                                                                                     |
|             | Longilaimus filicaudatus                                                            |
|             |                                                                                     |